# Tomé Ferreira da Silva

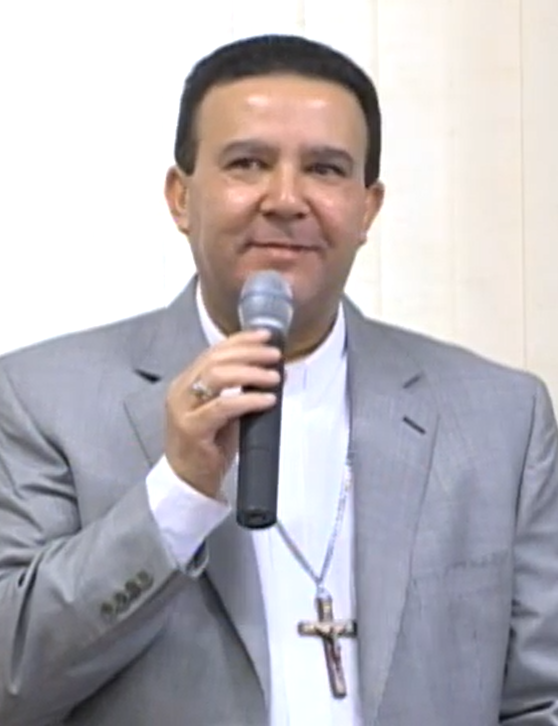
Tomé Ferreira da Silva, 2018

Tomé Ferreira da Silva (* 17. Mai 1961 in Cristina, Minas Gerais) ist ein brasilianischer Geistlicher und emeritierter römisch-katholischer Bischof von São José do Rio Preto.

## Leben
Tomé Ferreira da Silva besuchte ab 1975 das Kleine Seminar Nossa Senhora das Dores in Campanha. Anschließend studierte er Philosophie am Priesterseminar São José in Três Corações und Katholische Theologie am Theologischen Institut Coração de Jesus in Taubaté. Am 1. Januar 1987 empfing Ferreira da Silva in Cristina durch den Bischof von Campanha, Aloísio Ariovaldo Amaral CSsR, das Sakrament der Priesterweihe. Ferner erwarb er nach weiterführenden an der Universidade de São Paulo Abschlüsse in den Fächern Geschichtswissenschaft und Sozialwissenschaften sowie an der Päpstlichen Universität Gregoriana in Rom ein Lizenziat im Fach Philosophie.
Von 1987 bis 1988 war Tomé Ferreira da Silva Subregens und von 1989 bis 1991 Regens des Priesterseminars São José in Três Corações. Daneben war er von 1988 bis 1989 als Pfarrvikar in Boa Esperança tätig und von 1990 bis 1991 als Pfarradministrator in Heliodora. 1992 wurde Ferreira da Silva Pfarrer in Natércia, Conceição das Pedras und Três Corações. Ab 1996 war er Pfarrer der Pfarrei Sagrada Família. Zudem lehrte Tomé Ferreira da Silva Philosophie am Priesterseminar Nossa Senhora Auxiliadora in Pouso Alegre. Außerdem wirkte er als Studienpräfekt und als Verantwortlicher für die Liturgie im Bistum Campanha. Er gehörte dem Priesterrat, dem Pastoralrat und der Kommission für die Priesterausbildung des Bistums Campanha an.
Am 9. März 2005 ernannte ihn Papst Johannes Paul II. zum Weihbischof in São Paulo und zum Titularbischof von Giufi. Der Erzbischof von São Paulo, Cláudio Kardinal Hummes OFM, spendete ihm am 13. Mai desselben Jahres in der Kirche Divino Espírito Santo in Cristina die Bischofsweihe; Mitkonsekratoren waren Ricardo Pedro Chaves Pinto Filho OPraem, Erzbischof von Pouso Alegre, und Diamantino Prata de Carvalho OFM, Bischof von Campanha. Tomé Ferreira da Silva wählte den Wahlspruch Santidade na verdade e caridade („Heiligkeit in Wahrheit und Liebe“). Als Weihbischof war er zudem als Generalvikar des Erzbistums São Paulo und als Moderator der Diözesankurie sowie als Bischofsvikar für die Region Ipiranga tätig. Ferner war Ferreira da Silva Verantwortlicher für die kirchlichen Laienbewegungen, die Katechese, die Priesterseminare und die Berufungspastoral im Erzbistum São Paulo.
Papst Benedikt XVI. bestellte ihn am 26. September 2012 zum Bischof von São José do Rio Preto. Am 16. November desselben Jahres erfolgte die Amtseinführung. 2015 wurde Ferreira da Silva zudem für eine vierjährige Amtszeit zum Regionalkoordinator und Repräsentanten der Kirchenprovinz Ribeirão Preto in der Brasilianischen Bischofskonferenz (CNBB) gewählt.
Am 18. August 2021 nahm Papst Franziskus das von Tomé Ferreira da Silva vorzeitig vorgebrachte Rücktrittsgesuch an. Im Vorfeld war laut Medienberichten in sozialen Netzwerken ein Video aufgetaucht, das Ferreira da Silva halbnackt mit einem anderen Mann zeigen soll. Bereits im September 2018 trat er von seiner Funktion als Regionalkoordinator und Repräsentant der Kirchenprovinz Ribeirão Preto zurück, nachdem einen Monat zuvor bekannt geworden war, dass gegen ihn wegen angeblicher Versäumnisse im Umgang im Fällen sexuellen Missbrauchs durch Priester des Bistums São José do Rio Preto ermittelt werde. Zur Untersuchung des Falls entsandte Papst Franziskus seinerzeit den Bischof von Santo Amaro, Giuseppe Negri PIME.